# Ferromagnetisme

Ordeningsmogelijkheden ferromagnetisme

Ferromagnetisme treedt op in materialen die ongepaarde spins bevatten waartussen een wisselwerking bestaat die ertoe leidt dat de atomaire magnetische momenten zich evenwijdig aan elkaar richten. Dit leidt tot spontane en permanente magnetische velden rond een voorwerp dat uit een ferromagnetisch materiaal vervaardigd is.
Hoewel er in een materiaal meestal zowel wisselwerkingen zijn die de spins dezelfde kant op willen zetten als wisselwerkingen die de spins juist in tegengestelde richting zetten, overheersen dus de eerste krachten in een ferromagneet (anders ontstaat er antiferromagnetisme).
In principe kunnen alle spins in een ferromagneet dezelfde kant op komen te staan – in dat geval bereikt het voorwerp zijn magnetische verzadiging en bezit het een groot spontaan magnetisch veld. Het is echter ook mogelijk dat de ordening van de spins in kleinere domeinen, de zogenaamde gebiedjes van Weiss plaatsvindt. Als de magnetisatierichting van de domeinen willekeurig is, is het totale veld van het voorwerp nul, hoewel er wel sprake is van magnetische ordening. Door blootstelling aan een sterk uitwendig veld kunnen alle domeinen in dezelfde richting getrokken (gemagnetiseerd) worden.
Bij het verhogen van de temperatuur zorgt de temperatuurbeweging voor een geleidelijk doorbreken van de spinorde. Bij een bepaalde temperatuur, de Curietemperatuur {\textstyle (T_{c})}, stort de ordening ineen doordat de thermische energie groter geworden is dan de energie van de magnetische wisselwerking. Boven {\textstyle T_{c}} gedraagt het materiaal zich paramagnetisch, de reciproque susceptibiliteit uitgezet tegen de absolute temperatuur vormt dan de karakteristieke rechte lijn van een paramagneet. De lijn gaat echter door {\textstyle T=T_{c}} in plaats van door {\textstyle T=} 0 K doordat de wisselwerking tussen de spins wel blijft bestaan, ook al verhindert de thermische energie de ordening.

## Wetenschappelijke beschrijving
De magnetische permeabiliteit {\textstyle \mu =\mu _{0}(1+\chi )} en dus ook de magnetische susceptibiliteit {\textstyle \chi } is bij ferromagneten niet constant, maar een niet-lineaire functie van aangelegde veldsterkte {\textstyle H} en van de magnetiseringsvoorgeschiedenis. Daarom wordt meestal de (differentiële) magnetische susceptibiliteit {\textstyle \chi } als afgeleide van de magnetisering naar de veldsterkte beschouwd. De magnetisering wordt nul in het verzadigingsgebied.
Het verband tussen magnetisering {\displaystyle {\vec {M}}} en magnetische fluxdichtheid {\displaystyle {\vec {B}}} is:
{\displaystyle {\vec {B}}=\mu _{0}\left({\vec {H}}+{\vec {M}}\right)=\mu {\vec {H}}}
waarbij 
{\displaystyle {\vec {M}}=\chi {\vec {H}}}.
Als het materiaal magnetisch verzadigd is, blijft de magnetisering een constante waarde {\displaystyle {\vec {M}}_{S}} behouden, waardoor geldt:
{\displaystyle {\vec {B}}=\mu _{0}\left({\vec {H}}+{\vec {M}}_{S}\right)}

## Hysterese-curve

Hysteresecurve

Bij het aanleggen van een periodiek wisselend extern magneetveld doorloopt de magnetisering van een ferromagnetisch materiaal een magnetiseringscurve. Uitgaand van maagdelijk materiaal met geen netto-magnetisering wordt bij eerste maal aanleggen van een extern veld {\textstyle H} de blauwe curve doorlopen. Bij het bereiken van de verzadigingsfluxdichtheid {\textstyle B_{S}} bij magnetische veldsterkte {\displaystyle H_{S}} neemt de magnetisering niet verder toe. Als vervolgens het veld wordt omgekeerd, is de magnetisering bij veldsterkte {\textstyle H=0} nog niet geheel tot nul afgenomen, er is een remanente veldsterkte {\textstyle B_{R}} ten gevolge van het nog niet weer in de oorspronkelijke toestand komen van de gebiedjes van Weiss. Pas als de extern opgelegde veldsterkte een tegengesteld gerichte waarde, de coërcitieve veldsterkte {\textstyle H_{C}} heeft bereikt wordt {\textstyle B=0}. De oppervlakte van de doorlopen lus bij wisselmagnetisering is een maat voor de verliezen. Materialen met lage waardes van {\textstyle H_{C}} en dus kleine hystereselussen worden zacht magnetische materialen genoemd. Is daarentegen {\textstyle H_{C}} zeer groot, dan spreekt men van hard magnetisch materiaal.

## Ferromagnetische materiaalsoorten
De bekendste ferromagneten zijn ijzer, nikkel, mangaan en kobalt, maar er is een aantal nieuwere materialen dat wegens hun bijzonder sterk ferromagnetisch gedrag veel toepassing begint te vinden. Zij zijn gebaseerd op de lanthanide-elementen, bijvoorbeeld SmCo5 en FeNdB. Voor praktische toepassing in de elektrotechniek wordt staal bewerkt tot gelamineerd transformatorblik. Roestvast staal is niet per definitie magnetisch, hoewel het een groot aandeel ijzer bevat. Roestvaste staalsoorten van de 300-reeks uit de AISI zijn austenitisch en daarom niet-magnetisch in geleverde toestand. Roestvaste staalsoorten van de 400-reeks uit de AISI alsook duplex roestvaste staalsoorten zijn daarentegen wel magnetisch. Zo trekt een magneet wel het lemmet maar niet het heft van een roestvast stalen keukenmes aan.

## Toepassingen
Ferromagnetische materialen kennen twee hoofdtoepassingsgebieden: permanente magneten, waarbij hardmagnetische materialen worden gebruikt, en kernen voor spoelen, elektromagneten en transformatoren en blikpakketten voor elektromotoren en dynamo's. Voor de laatste toepassingen wordt zachtmagnetische materialen, bijvoorbeeld transformatorblik en dynamoblik gebruikt. De ferromagnetische kern of het blikpakket verhoogt de zelfinductie van de spoelen, waardoor de magnetiseringsstromen klein blijven, en bundelt het door de spoel opgewekte magneetveld.